# Hortipes aelurisiepae
Hortipes aelurisiepae is een spinnensoort uit de familie van de loopspinnen (Corinnidae).
De wetenschappelijke naam van de soort werd in 2000 gepubliceerd door Jan Bosselaers & Rudy Jocqué.